# Montmorillonite
La montmorillonite (simbolo IMA: Mnt) è un minerale comune del gruppo della smectite appartenente alla classe minerale dei "silicati e germanati" con composizione chimica (Na,Ca)0,3(Al,Mg)2Si4O10(OH)2 • n(H2O) e quindi, da un punto di vista chimico, è un silicato di sodio-alluminio con una proporzione variabile di acqua cristallina. Gli elementi calcio e magnesio riportati tra parentesi tonde possono rappresentarsi a vicenda nella formula, ma sono sempre nella stessa proporzione con gli altri componenti del minerale. Strutturalmente, la montmorillonite appartiene ai fillosilicati.
La montmorillonite è un minerale argilloso ed è il componente più importante (60-80%) della bentonite.

## Etimologia e storia
La montmorillonite fu scoperta per la prima volta nel comune di Montmorillon (Francia) e descritta nel 1847 da Lubin Mauduyt (1782-1870), che chiamò il minerale come la sua località tipo.

## Classificazione
La nona edizione della sistematica minerale di Strunz, valida dal 2001 e aggiornata dall'Associazione Mineralogica Internazionale (IMA) fino al 2009, elenca la montmorillonite nella classe "9. Silicati (germanati)" e da lì nella sottoclasse "9.E Fillosilicati"; questa viene ulteriormente suddivisa in base alla struttura del minerale in modo tale da trovare la montmorillonite nella sezione "9.EC Fillosilicati con fogli di mica, composti di reti di tetraedri e ottaedri" dove insieme a nontronite, yakhontovite, beidellite, kurumsakite e volkonskoite forma il sistema nº 9.EC.40.
Tale classificazione viene mantenuta anche nell'edizione successiva di tale sistematica, proseguita dal database "mindat.org" e chiamata Classificazione strunz-mindat.
Anche la classificazione dei minerali secondo Dana, utilizzata principalmente nel mondo anglosassone, classifica la montmorillonite nella classe dei "silicati e germanati" e lì nella sottoclasse dei "minerali fillosilicati". Qui si trova insieme a beidellite, nontronite, volkonskoite e swinefordite nel "gruppo della smectite (smectite diottaedrica)" con il sistema nº 71.03.01a all'interno della suddivisione "fillosilicati: strati di anelli a sei membri con minerali argillosi 2:1".

## Abito cristallino
La montmorillonite cristallizza nel sistema monoclino nel gruppo spaziale C2/m (gruppo nº 12) con i parametri del reticolo a = 5,18 – 5,19 Å, b = 8,90 – 8,98 Å, c = 11,32 – 12,45 Å e β = 99,6 – 100,6°, oltre a 2 unità di formula per cella unitaria.
La struttura a tre strati è costituita da due strati tetraedrici che sono reticolati elettrostaticamente tramite i cationi di un interstrato ottaedrico. Gli strati non sono rigidamente collegati tra loro, ma possono gonfiarsi a causa dello stoccaggio reversibile di acqua e altre sostanze.

## Caratteristiche chimico-fisiche
La luminescenza è per lo più bianca. È solubile negli acidi. Una sua particolare proprietà è la tissotropia, cioè quella caratteristica peculiare di poche argille di dar luogo, quando viene dispersa nell'acqua, con opportuna concentrazione, a delle sospensioni di tipo colloidale, che si mantengono allo stato liquido (sol), se agitate, e assumono invece una certa consistenza (gel), se lasciate in stato di riposo; iniettandole sotto pressione in terreni porosi impregnati di acqua, penetrano profondamente in essi attraverso le fessure e i vuoti, occludendoli. Essendo l'acqua meno densa, viene allontanata da queste sospensioni che, trasformandosi in gel, impermeabilizzano il terreno.

## Modificazioni e varietà
Una varietà contenente Fe3+ è chiamata mauritzite.

## Origine e giacitura
La montmorillonite si forma idrotermalmente facendo reagire i minerali e i componenti vetrosi in tufi vulcanici, ceneri e bentoniti con soluzioni acquose. Come componente argilloso, si trova principalmente nei terreni tropicali e nella frazione minerale argillosa dei fondali marini profondi. I minerali associati includono vari anfiboli e pirosseni, biotite, calcite, cristobalite, dolomite, gesso, limonite, olivina, ortoclasio, pirite, quarzo e varie zeoliti.
Essendo una formazione minerale comune, la montmorillonite può essere trovata in molti siti, circa 1500 noti sparsi in tutto il mondo. Oltre alla sua località tipo, Montmorillon nella provincia di Poitou-Charentes, il minerale è stato trovato anche in Francia sulla Dordogna in Aquitania, in diverse località dell'Alvernia, della Bretagna e del Limosino, vicino a Le Val-d'Ajol (in Lorena), vicino a Espalion nel Midi-Pirenei, nonché in diverse località della regione Provenza-Alpi-Costa Azzurra e nell'ex regione Rodano-Alpi.
In Italia la montmorillonite è stata trovata in moltissimi siti. Solo per citarne alcuni: a Pescosansonesco (Abruzzo); a Cirigliano e Campomaggiore (Basilicata); a Cassano all'Ionio (Calabria); a Comeglians (Friuli-Venezia Giulia); a Bracciano e Cerveteri (Lazio); a Ne e a Borghetto di Vara (Liguria); a Dossena e Valfurva (Lombardia); ad Angrogna e a Baceno (Piemonte); ad Arzachena e a Olmedo (Sardegna); sull'Isola di Lipari (Sicilia); a Moena e a San Giovanni di Fassa (Trentino-Alto Adige); a Stazzema e a Pomarance (Toscana); a Cornedo Vicentino e a Valdagno (Veneto). La montmorillonite è stata trovata anche nel mar Tirreno.
In Germania, la montmorillonite si trova principalmente nel Baden-Württemberg, in Baviera, in Assia, nella Bassa Sassonia, nella Renania Settentrionale-Vestfalia, nella Renania-Palatinato e in Sassonia, così come vicino a Barmstedt nello Schleswig-Holstein e in Turingia vicino a Gera e Meiningen.
In Austria, il minerale è stato trovato in diverse località del Burgenland, della Carinzia, del Salisburghese e della Stiria, nonché nel comune di Schlägl, nell'Alta Austria.
In Svizzera, la montmorillonite è stata finora rinvenuta a Le Locle (Neuchâtel), Waldkirch (San Gallo), Bischofszell (Turgovia), nella valle di Binn (Vallese), nonché a Wiesendangen e Zurigo.
Moltissime altre località sono presenti in diversi Stati del mondo.
La montmorillonite è stata rilevata anche in campioni di roccia provenienti da Marte, più precisamente dalla maglia di Oxia Palus.

## Forma in cui si presenta in natura
La montmorillonite si presenta in forma di minutissime squame, spesso riunite in masse terrose microcristalline, untuose al tatto, friabili, dotate di un notevole potere assorbente. Sviluppa solo cristalli aghiformi microscopicamente piccoli, che di solito formano aggregati compatti e massicci. Sono note anche inclusioni di montmorillonite nel quarzo. Nella sua forma pura, la montmorillonite è bianca. Tuttavia, la montmorillonite può anche essere di colore da giallastro a rossastro, verdastro o bluastro a causa di miscele estranee; il colore del suo striscio è bianco.

## Utilizzi
Il comportamento del rigonfiamento dei cristalli in presenza di acqua apre una vasta gamma di possibili applicazioni per il minerale. Nei fluidi di perforazione acquosi, aumenta la viscosità, migliorando il raffreddamento della punta del trapano e facilitando la rimozione del materiale roccioso dal foro.
Nella produzione di petrolio, la montmorillonite svolge un certo ruolo come agente di blocco dell'acqua per impedire alle sostanze tossiche di salire a livelli più alti nei vecchi pozzi.
Come additivo nei terreni e nelle rocce, la montmorillonite rallenta le infiltrazioni d'acqua (ad esempio, in agricoltura per colmare periodi di siccità più lunghi).
La farina di montmorillonite-bentonite viene utilizzata come additivo minerale per stagni e acquari.
In campo medico e veterinario, la montmorillonite viene utilizzata come ingrediente nei farmaci antidiarroici. Viene utilizzato nelle fonderie come legante inorganico per le sabbie. Trova altresì impiego in materiali nanocompositi, che ostacolano il passaggio di gas come ossigeno e anidride carbonica. Un altro importante utilizzo viene fatto in estetica, accompagnato da altri minerali simili quali la halloysite, le phillipsiti.